# NGC 6035
NGC 6035 (również PGC 56864 lub UGC 10154) – galaktyka spiralna z poprzeczką (SBc), znajdująca się w gwiazdozbiorze Herkulesa. Odkrył ją Édouard Jean-Marie Stephan 9 czerwca 1880 roku.